# 白石岬
白石 岬（しらいし みさき、1993年2月6日 - ）は、日本のタレント。千葉県出身。メインキャストプロダクション所属。

## 人物
- 中学時代はソフトテニス部に在籍[2][3]。
- 高校の同級生に船岡咲[4]と中林美桜[5]がおり、船岡とは舞台「のぶニャがの野望」でも共演している[4]。

## 出演

### テレビドラマ
- 新・警視庁捜査一課9係 season2 2話「殺人酵母」（2010年7月7日、テレビ朝日） - アイドル 役[6]
- 櫻蘭高校ホスト部 （2011年7月22日 - 9月30日、TBS） - レギュラー女子高生 役、女子中学生 役[7][1]

### 映画
- 櫻蘭高校ホスト部（2012年） - 女学生 役[8]

### 舞台
- TUFF STUFF「櫻の園」（2011年7月13日 - 18日、相鉄本多劇場） - 高田真理子 役[9][10]
- なつきとオバケくぬぎ（2010年6月22日 - 27日、アイピット目白） - ゆき 役
- のぶニャがの野望（2013年10月2日-6日、六行会ホール）[4]

### バラエティ
- 玉ニュータウン（2011年、テレビ埼玉）

### DVD
- ハイパーセクシーヒロインNEXT ジャスティートレフォイル - ZENピクチャーズ） - 玉城沙織 / ジャステーイエロー 役

### インターネットテレビ
- LISMOドラマ第32弾 桜蘭高校ホスト部 〜ハルヒのハッピーバースデー大作戦〜（2012年、au LISMO） - 女学生 役、うるわし隊 役

### WEB
- JK Fridaynaight ばきゅん!（2010年、アキバ系BBチャンネル） - レギュラー
- 壱番屋WEB動画、ととのいました!ココイチ党（2011年、壱番屋）
- 美少女時計（2011年、株式会社レゾリューション）
- 桃かん（2011年、アキバ系BBチャンネル×SONIC LIVE CHAT） - ゲスト

### VP
- オリエンタルランド マイフレンド ダッフィー（2010年）

### 雑誌
- HR ♯002（2010年、グラフィティマガジンズ）
- Samurai ELO 4月号（2011年、インフォレスト）